# Капитолийская библиотека Вероны
Капитолийская библиотека Вероны (итал. Biblioteca capitolare di Verona) — библиотека в Кафедральном собор Вероны в Италии. В Капитолийской библиотеке хранится много редких рукописей и печатных книг.
Библиотека пережила наводнение, вызванное рекой Адидже в сентябре 1882 года, и бомбардировку Вероны союзниками, произошедшую 4 января 1945 года. В ней хранится один из старейших известных документов на итальянском языке — Веронская загадка, а также одна из самых старых христианских книг, дошедших до наших дней, — кодекс Урсичино, датированный 1 августа 517 года.

## Галерея

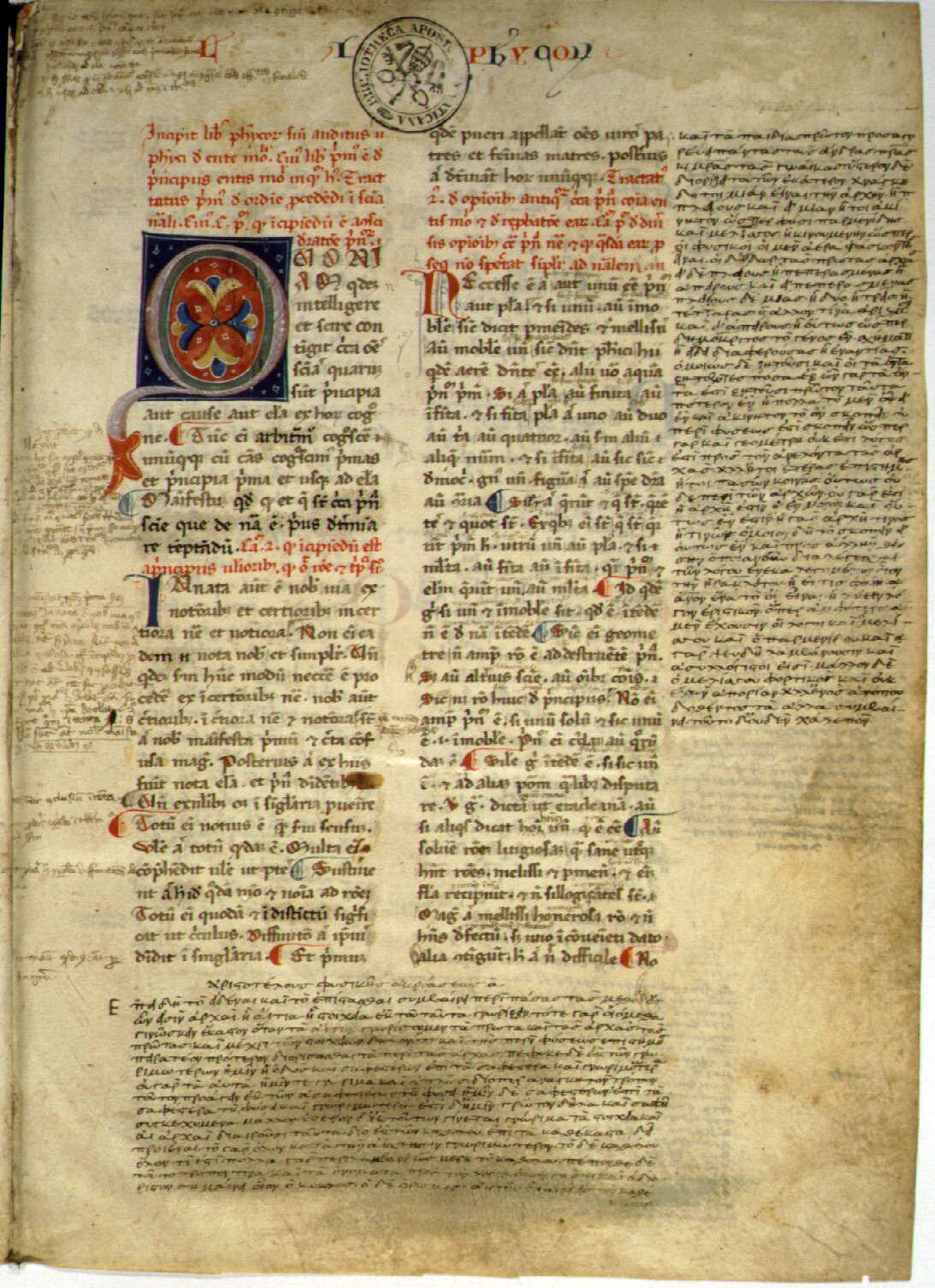
Манускрипт с переводом на латинский язык Аристотеля
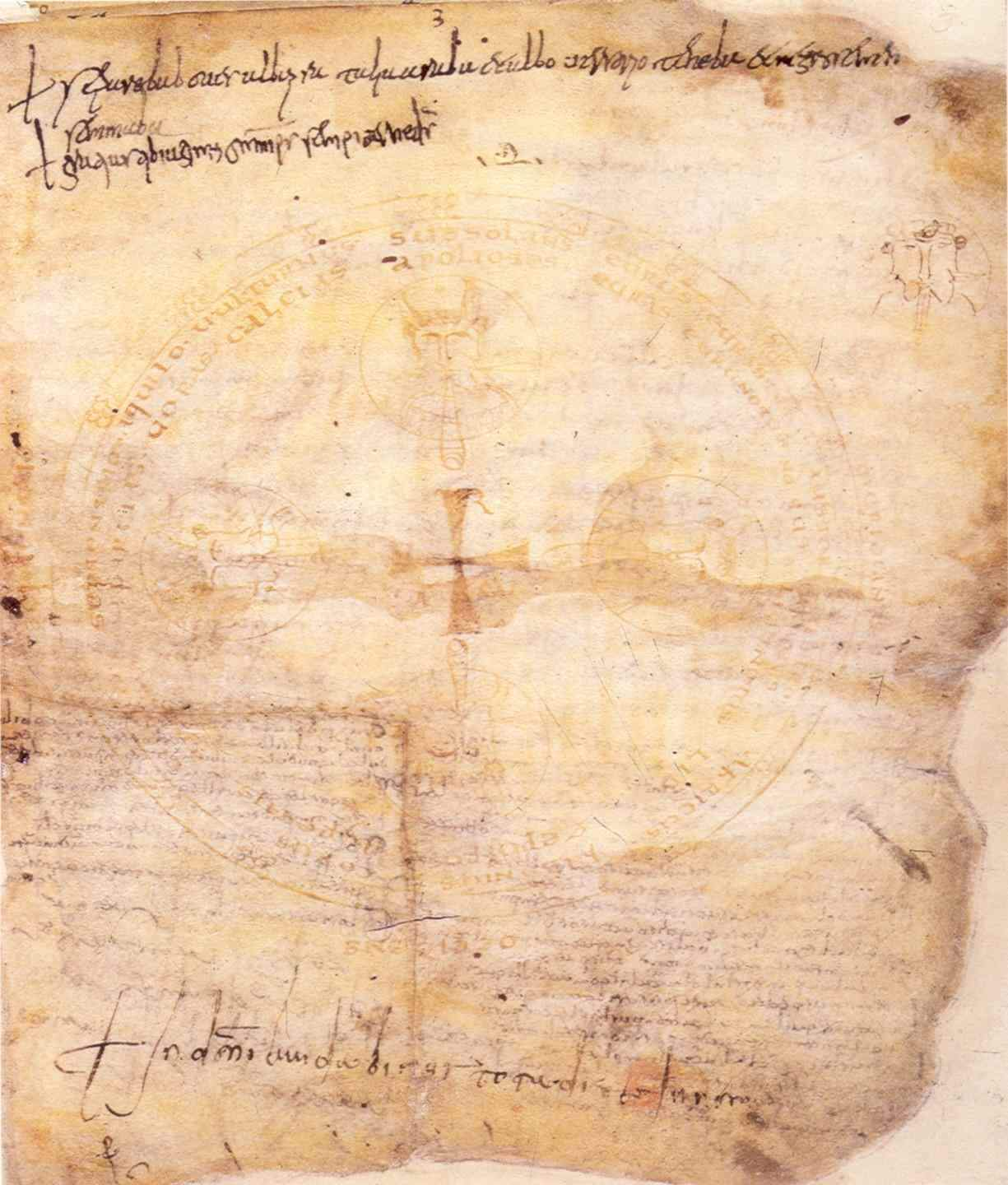
Веронская загадка (L’Indovinello veronese)